# Call to Arms
Call to Arms is het vijfde studioalbum van de Amerikaanse punkband Sick of It All. Het album werd uitgegeven op 23 februari 1999 via het platenlabel Fat Wreck Chords en is het eerste studioalbum dat de band via dit label heeft laten uitgeven. Het album is verschenen op cd, lp, cassette en download.

## Nummers
Op de laatste track van het album is naast "(Just a) Patsy)" ook de hidden track "Greezy Wheezy" te horen.
1. "Let Go" - 1:09
2. "Call to Arms" - 1:48
3. "Potential for a Fall" - 2:28
4. "Falter" - 1:13
5. "The Future is Mine" - 2:04
6. "Guilty" - 1:32
7. "Falling Apart" - 2:03
8. "Sanctuary" - 1:55
9. "Morally Confused" - 1:50
10. "Hindsight" - 2:27
11. "Martin" - 2:46
12. "Pass the Buck" - 1:27
13. "Quiet Man" - 2:40
14. "Drastic" - 1:23
15. "(Just a) Patsy" - 6:10

## Band
- Lou Koller - zang
- Pete Koller - gitaar
- Craig Setari - basgitaar
- Armand Majidi - drums